# Tehrik-e-Nifaz-e-Shariat-e-Mohammadi
Pour les articles homonymes, voir TNSM.
Le Tehrik-e-Nifaz-e-Shariat-e-Mohammadi (TNSM) (ourdou : تحریک نفاذ شریعت محمدی, « Mouvement pour le renforcement de la loi islamique ») est un mouvement islamique wahhabite pakistanais fondé  en 1992 par le maulana Sufi Mohammed, cadre dirigeant dissident du Jamaat-e-Islami. Il est dirigé par Maulana Fazlullah de 2002 à sa mort en 2018.

## Historique

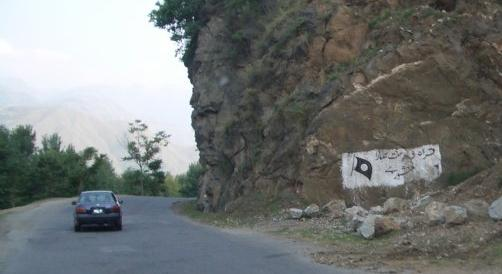
Slogan du TNSM en 2007 dans le district de Swat, près de Matta, fief du TNSM. Il est écrit « le Coran et la Sunna sont notre loi ».

### Fondation
Le Tehrik-e-Nifaz-e-Shariat-e-Mohammadi (« Mouvement pour l'application de la charia ») du maulana Soofi Mohammed est apparu en 1994 dans le district de Malakand (province de Khyber Pakhtunkhwa).
Ce mouvement sunnite, à l'origine relativement peu connu, a déclenché à partir de 1994 plusieurs révoltes violentes contre le gouvernement pakistanais pour réclamer l'application de la charia dans le district de Malakand, situé dans la province de Khyber Pakhtunkhwa.
Au déclenchement de la guerre d'Afghanistan en 2001, il y a envoyé 7 000 hommes soutenir le régime des Talibans ; on a estimé en 2005 que 5 000 d’entre eux sont morts ou portés disparus.

### Interdiction
Le mouvement a perdu beaucoup de son influence après son interdiction, avec quatre autres groupes, par le président Musharraf le 12 janvier 2002, et l'emprisonnement de son fondateur, Soofi Mohammed,. Mais son beau-fils, Maulana Fazlullah, a pris alors la direction du mouvement, qui a recommencé à émerger après le tremblement de terre d'octobre 2005, durant lequel des ONG humanitaires islamistes tel l'International Islamic Relief Organization ont occupé le terrain.

### Négociations avec le gouvernement
En 2008, Soofi Mohammed est libéré à la suite de sa promesse de renoncer à la violence et d'inciter son mouvement à rétablir la paix dans la région où il est implanté. En février 2009, le gouvernement signe un accord controversé avec le mouvement qui échange l'établissement officiel de la charia dans le district de Malakand contre la réouverture des écoles pour filles qui avaient été forcées à fermer ainsi qu'un cessez-le-feu.
Le régime alors imposé par le mouvement est très strict et conduit à de nombreuses exécutions publiques d'hommes et de femmes. La vie de la population est réglementée par les talibans, qui imposent la barbe aux hommes et interdisent aux femmes d'occuper un emploi ou de sortir dans la rue sans être accompagnées. Les activités jugées « anti-islamiques » sont interdites, comme la musique et la télévision. Les talibans créent une radio locale que les habitants écoutent afin de pouvoir connaitre ces règles. Le mouvement est très craint par la population, et cette dernière a accusé le gouvernement de les avoir abandonnés.

### Guerre contre les autorités
En avril 2009, en dépit de son accord de paix avec le gouvernement central pour le rétablissement de la stabilité dans le district de Swat en échange de l'établissement de la charia dans la région de Malakand (accord signé à la suite de la guerre au Waziristan), ce mouvement allié au Tehrik-e-Taliban Pakistan s'empare pendant quelques jours du district de Buner, proche de la capitale, causant l'émoi de la communauté internationale.
Cette action a provoqué une réponse militaire du gouvernement pakistanais qui a ordonné le 7 mai 2009 à l'armée pakistanaise d'éliminer les talibans du district de Swat. Près de 1 500 combattants du mouvement auraient été tués dans l'offensive qui a mobilisé 15 000 soldats et conduit au retour de la région sous le contrôle des autorités. Le 26 juillet 2009, Soofi Mohammed est de nouveau arrêté. 
Depuis les opérations militaires de 2009, les militants du mouvement auraient en grande partie quitté la zone pour se réfugier dans les régions tribales du Pakistan, notamment dans l'agence de Mohmand, et même peut-être en Afghanistan.